# Страна Моря

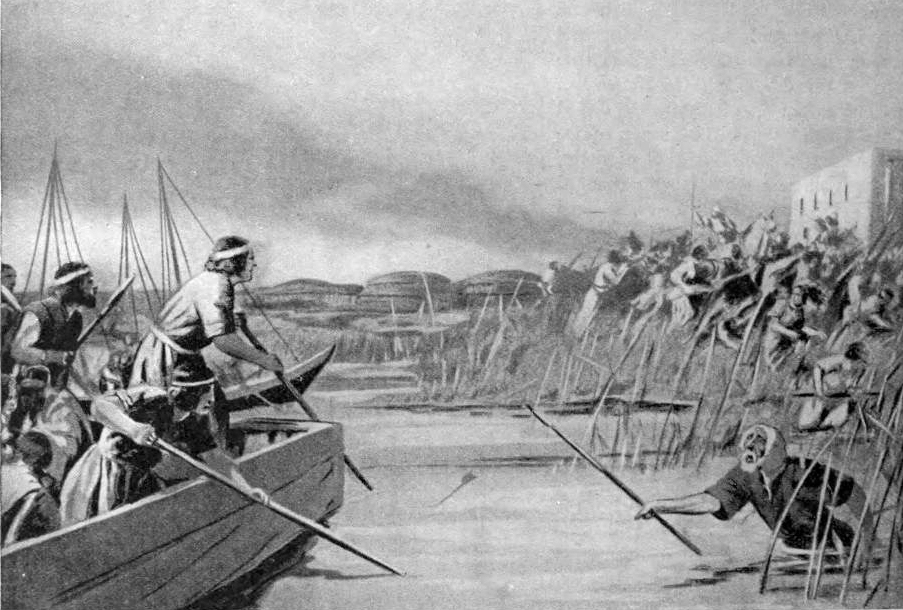
Касситское завоевание Приморья.

Страна Моря или Приморская страна (в русской традиции чаще всего используется термин «Приморье») (URU. KUki) — дословный перевод аккадского названия болотистой области, примыкавшей к северной части Персидского залива и рекам, впадающим в него.
Царские списки упоминают десять или одиннадцать царей династии Страны Моря, носящих или аккадские, или весьма искусственные шумерские имена, и называющих себя в немногочисленных надписях «царями Приморской страны»; по-видимому, они были современниками ранних касситских правителей на севере.
Хотя мы можем лишь малодостоверно предполагать о длительности существования этого политического образования, однако имеется достаточно вавилонских источников конца 2-го и первой половины 1-го тысячелетия до н. э., чтобы утверждать, что в это время Приморьем называли южную провинцию Вавилонского царства и она продолжала существовать, активно участвуя в борьбе против ассирийского господства.
Цари Приморья (Месопотамия)
I династия Приморья (II Вавилонская династия) (1783—1415 до н. э.)
- Илиман — 1783—1724 годы до н. э.
- Иттиилли — 1723—1667 годы до н. э.
- Дамик-илишу II — 1666—1641 годы до н. э.
- Ишкибаль — 1640—1626 годы до н. э.
- Шушши — 1625—1602 годы до н. э.
- Гулькишар — 1601—1547 годы до н. э.
- Дишуэн — 1546—1535 годы до н. э.[1]
- Пешгальдарамаш — 1534—1485 годы до н. э.[2]
- Адаракаламма — 1484—1457 годы до н. э.[3]
- Экурдуанна — 1456—1431 годы до н. э.
- Маламкуркурра — 1430—1424 годы до н. э.
- Эйягамиль — 1423—1415 годы до н. э.

Завоёвано касситским Вавилоном (III Вавилонская (Касситская) династия).
- Улам-Буриаш — брат вавилонского касситского царя Каштилиаша III, захватил Приморье и стал там царём; после смерти брата стал вавилонским царём (царство Приморья было упразднено).

II династия Приморья (V Вавилонская династия) (1029—1006 до н. э.)
- Симбар-шиху (Симбар-Шипак) — 1029—1010 годы до н. э.
- Эа-мукин-зери — 1010—1008 годы до н. э.
- Кашшу-надин-ахи — 1008—1006/4 годы до н. э.

Халдейские цари Приморья
- Мардук-апла-уцур — вождь халдейского племени, был царём в Вавилоне, свергнут в 769 года до н. э.
- Эриба-Мардук — вождь халдейского племени, видимо, бит-якин в Приморье, захватил Вавилон и был там царём в 769—761 годах до н. э.
- Набу-шум-ишкун — халдей из племени бит-даккури, имел владение в Приморье, был царём Вавилона в 761—748 годах до н. э.
- Мардук-апла-иддин II — вождь халдейского племени бит-якин, потомок Эриба-Мардука, в 729 году до н. э. принёс дань Тиглатпаласару III как «царь Приморья», в 722—710 годах до н. э. царь Вавилона, с 709 правил только в Приморье, в 703—701 годах до н. э. снова царь Вавилона, после 700 года до н. э. бежал от царя Синаххериба в Элам, после 694 года до н. э. не упоминается.
- Мушезиб-Мардук — вождь халдейского племени бит-даккури в Приморье, после 700 года до н. э. бежал от царя Синаххериба в Элам, в 693—691 годах до н. э. находился на вавилонском престоле.
- Набу-зер-китти-лишир — халдей из племени бит-якин, сын Мардук-апла-иддина II, правил в Приморье, восстал против царя Асархаддона, после своего бегства убит в Эламе в 680 год до н. э. царём Хумбан-Халташем II.
- Наид-Мардук, его брат — халдей из племени бит-якин, вернулся из Элама и подтверждён на царстве царём Асархаддоном, правил в Приморье с 679 года до н. э. и до примерно 653 года до н. э.
- Набу-ушаллим, его брат — халдей из племени бит-якин, вернулся из Элама около 675 года до н. э. и временно захватил власть в Приморье.
- Набу-бел-шумате — халдей, внук Мардук-апла-иддина II, в союзе с царём Шамаш-шум-укином участвовал в антиасирийском восстании в 652—648 гг. до н. э., бежал от царя Ашшурбанапала в Элам, где был убит царём Хумбан-Халташем III.